# Gaurax flavoapicalis
Gaurax flavoapicalis är en tvåvingeart som först beskrevs av Malloch 1931.  Gaurax flavoapicalis ingår i släktet Gaurax och familjen fritflugor. Inga underarter finns listade i Catalogue of Life.